# Dístomo
Dístomo (grec moderne : Δίστομο), anciennement Dístomon (Δίστομον), est un village et une ancienne municipalité grecque dans le district régional de Béotie. Elle comptait 4 368 habitants en 2001. Dístomo est aujourd'hui le chef-lieu du dème de Dístomo-Aráchova-Antíkyra.

## Géographie

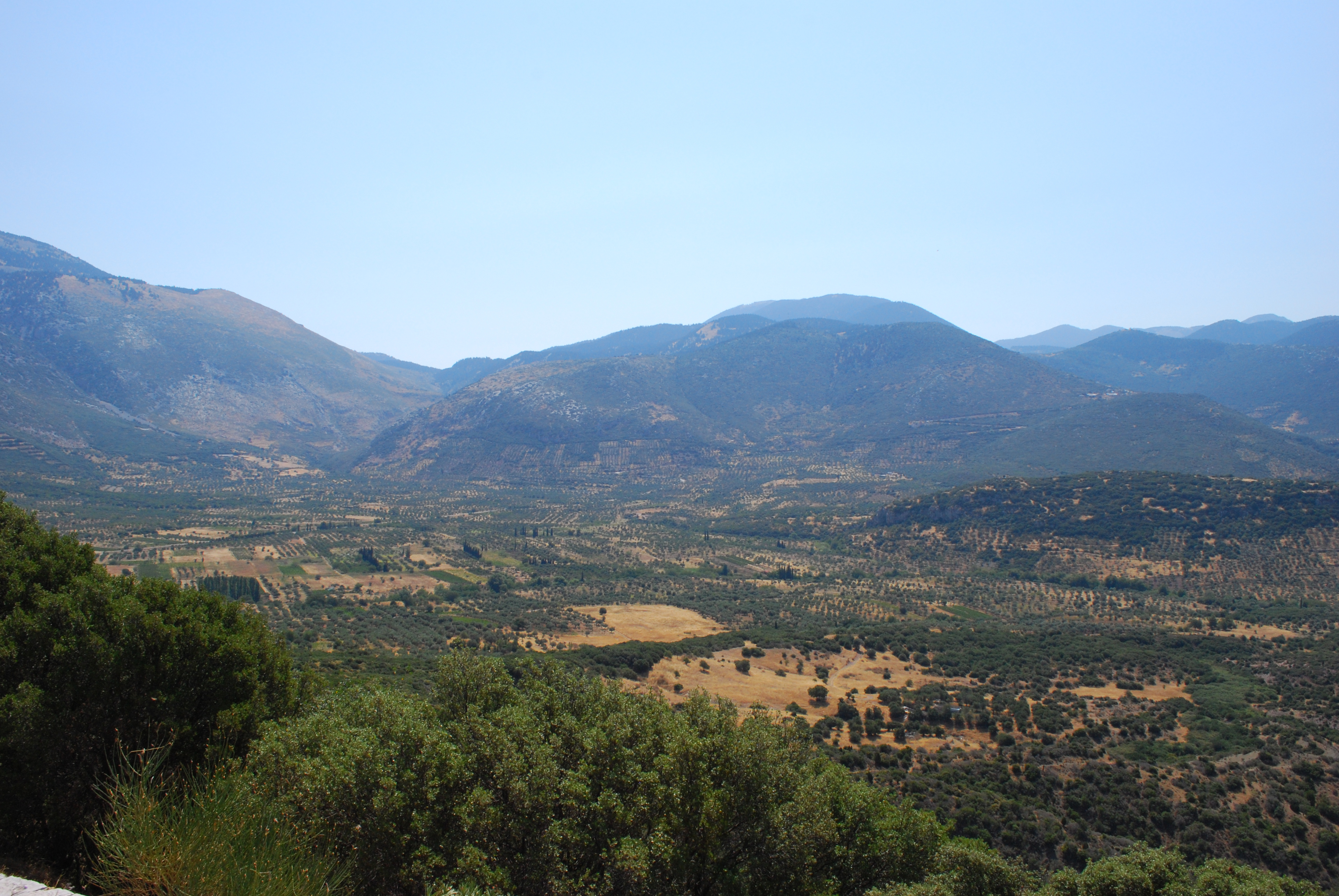
Paysage de Béotie vu du monastère d'Osios Loukas.

Le village est construit à l'entrée de la vallée reliant la plaine de Béotie à celle d'Amfissa, à l'endroit où celle-ci se sépare en deux autres vallées, ce qui en fait une situation stratégique. Elle se situe à 180 km à l’ouest d’Athènes, 25 km à l’ouest de Livadiá, 15 km au sud de Desfína et à l'est de Delphes et Itéa et sud-est de Amfissa. Elle est bordée à l’ouest par la préfecture de Phocide. Elle est accessible par la route GR-29 (Aráchova – Dístomo).
La municipalité est petite et ne comporte que deux villages et deux localités. La partie ouest de la municipalité est inhabitée, la terre étant impropre à l’agriculture. L’un des plus importants monuments de l’architecture byzantine, le monastère d'Osios Loukas, est situé à proximité de Dístomo.

## Histoire
Dans l'Antiquité, la ville d'Ambryssos (en) occupait le site de Dístomo. Selon Pausanias, elle était défendue par de fortes murailles.
Sa situation en a fait le théâtre de plusieurs conflits au cours de l'histoire, notamment pendant la guerre d'indépendance.
Dístomo est notamment connue pour le massacre perpétré par l’armée du Troisième Reich contre les habitants de la région au cours de la Seconde Guerre mondiale.
Actuellement, Dístomo est l’une des principales villes minières d’aluminium en Grèce. Elle fournit en aluminium le pays, et exporte vers le sud de l’Europe. Les autres activités importantes sont l’agriculture et les services.